# Костянтинівка (Устинівська селищна громада)
Костянти́нівка — село в Україні, в Устинівській селищній громаді Кропивницького району Кіровоградської області. Населення становить 61 осіб.

## Населення
Згідно з переписом УРСР 1989 року чисельність наявного населення села становила 124 особи, з яких 55 чоловіків та 69 жінок.
За переписом населення України 2001 року в селі мешкала 61 особа.

### Мова
Розподіл населення за рідною мовою за даними перепису 2001 року:
| Мова       | Відсоток |
| ---------- | -------- |
| українська | 96,72 %  |
| російська  | 3,28 %   |